# Chaetopteroplia muelleri
Chaetopteroplia muelleri är en skalbaggsart som beskrevs av Pilleri 1954. Chaetopteroplia muelleri ingår i släktet Chaetopteroplia och familjen Rutelidae. Inga underarter finns listade i Catalogue of Life.